# Сегарча-Вале
Сегарча-Вале (рум. Segarcea-Vale) — село у повіті Телеорман в Румунії. Адміністративний центр комуни Сегарча-Вале.
Село розташоване на відстані 124 км на південний захід від Бухареста, 45 км на захід від Александрії, 97 км на південний схід від Крайови.

## Населення
За даними перепису населення 2002 року у селі проживали 1262 особи, з них 1261 особа (99,9%) румунів. Рідною мовою 1261 особа (99,9%) назвала румунську.